# August Jasiński
August Jasiński (ur. 1825, zm. 4 marca 1863 w Radomiu) – oficer armii rosyjskiej, powstaniec styczniowy walczący w stopniu kapitana, dowódca oddziału powstańczego.
Był członkiem konspiracji w Armii Imperium Rosyjskiego, poprzedzającej wybuch powstania styczniowego
W powstaniu styczniowym był dowódcą oddziału zebranego w Sandomierskiem. 23 stycznia 1863 dowodził wraz z płk. Marianem Langiewiczem w bitwie pod Szydłowcem. Podczas walki został poważnie ranny. Niedługo później został ujęty przez Rosjan i stracony w Radomiu.